# Megachile zingowli
Megachile zingowli är en biart som beskrevs av Cheesman 1936. Megachile zingowli ingår i släktet tapetserarbin, och familjen buksamlarbin. Inga underarter finns listade i Catalogue of Life.